# محرك تويوتا ديناميك فورس
محركات تويوتا ديناميك فورس هي عائلة من محركات الاحتراق الداخلي طورتها شركة تويوتا ضمن استراتيجيتها العالمية الجديدة معمارية تويوتا العالمية الجديدة (TNGA). يمكن تشغيل المحركات بالبنزين أو الإيثانول ويمكن دمجها مع المحركات الكهربائية في نظام نقل هجين.
طُورت المحركات جنبًا إلى جنب مع عائلة منصات المركبات TNGA، كجزء من جهد الشركة على مستوى الشركة لتبسيط المركبات التي تُنتج بواسطة تويوتا.
يستخدم المحرك في طرز تويوتا ولكزس المختلفة، بدءًا من نوع A25A رباعي الأسطوانات المثبت في كامري السلسلة XV70 في يونيو 2017.

## نظرة عامة
طُور المحرك بحيث يُزعم أنه يحقق أداءً قياديًا وأداءً بيئيًا في نفس الوقت مع سعي لتحقيق كفاءة عالية واستهلاك منخفض للوقود بالإضافة إلى "شعور مباشر، تسارع سلس وممتع".
بالتحديد، يعمل تصميم رأس الأسطوانة وقناة السحب على تحسين تدفق الانقلاب (الدوامة الطولية) لزيادة حجم الهواء الداخل - يمر الجزء الأكبر من تدفق السحب عبر الجزء من الصمام الأقرب إلى خط الأسطوانة المركزي. تشمل الطرق الأخرى:
- توسيع زاوية تثبيت الصمام: زاوية ميل المحور المركزي لصمام السحب والعادم هي 41 درجة - كان التصميم السابق 31 درجة. يزيد هذا من مساحة سطح الصمام المتاحمة لتدفق الهواء، مما يسمح بدخول المزيد من الهواء إلى الأسطوانة في كل دورة.
- توقيت صمام متغير هيدروليكي على أعمدة الكامات للسحب والعادم: يتيح ذلك للمحرك ضبط توقيت فتح وإغلاق الصمامات لتناسب ظروف التشغيل، مما يحسن الأداء والكفاءة.

- محرك دورة اتكنسون عالي الضغط معتدل: تستخدم دورة اتكنسون شوط ضغط أطول وشوط تمدد أقصر مقارنة بدورة أوتو التقليدية. هذا يزيد من الكفاءة الحرارية للمحرك، مما يعني أنه يستخرج طاقة أكثر من كل قطرة وقود.
- نسبة شوط المكبس إلى التجويف أطول (تصميم غير مربع): يعني هذا أن المكبس أطول بالنسبة لقطر الأسطوانة. وهذا يزيد من حجم غرفة الاحتراق، مما يسمح بدخول المزيد من الهواء والوقود، وبالتالي زيادة الطاقة.
- تغيير شكل نهاية المنفذ وتوسيع القطر الداخلي للمقعد: يساعد هذا على تحسين تدفق الهواء إلى الأسطوانة وخارجه، مما يحسن الأداء والكفاءة.
- استخدام نظام D-4S محدث (حقن متعدد الثقوب) لتحقيق "احتراق عالي السرعة": يستخدم هذا النظام حاقنات متعددة الثقوب لحقن الوقود مباشرة في الأسطوانة في أوقات محددة بدقة. وهذا يؤدي إلى احتراق أكثر اكتمالا وأنظف، مما يحسن الكفاءة الحرارية التي تزيد عن 40%.
- إزاحة المحور المركزي للأسطوانة عن المحور المركزي للعمود المرفقي: وهذا يعني أن أعلى نقطة ميتة للمكبس تعادل دائمًا عدة درجات من دوران العمود المرفقي. وهذا يساعد على تقليل قوى الاهتزاز، مما يجعل المحرك يعمل بشكل أكثر سلاسة.

في السابق، قدمت تويوتا حوالي 800 نسخة من المحركات، وكان من المقرر استبدال معظمها بتشكيلة أبسط بكثير من 17 نسخة من تسعة محركات ديناميك فورس. كما تعمل تويوتا على تبسيط مجموعتها من ناقلات الحركة والأنظمة الهجينة ونظام الدفع الرباعي.
بدءًا من محرك الأسطوانات الأربعة من نوع ايه25ايه المثبت في سيارة كامري من سلسلة اكس في70 في يونيو 2017، ظهر أيضًا محرك في6 من نوع في35ايه ومحرك الأسطوانات الأربعة من نوع ام20ايه. في 16 أكتوبر 2019، اُعلن رسميًا عن محرك الأسطوانات الثلاثة من نوع ام15ايه، والذي سيُثبت في سيارة يارس من سلسلة اكس بي210 (المصممة خصيصًا لليابان وأوروبا وأستراليا ونيوزيلندا). في 12 يونيو 2021، قُدم أول نموذج بأربعة أسطوانات مزود بشاحن توربيني، يُدعى تي24ايه، لسلسلة ايه زد 20 من لكزس ان اكس.
قدمت محركات القوة الديناميكية نظام تسمية محدث لمحركات تويوتا ولم تعد تستخدم التكرار التقليدي أو جيل المحرك متبوعًا بتعيين حرف واحد أو حرفين لعائلة المحرك (مثل 5ام-جي اي أو 4جي ار-اف اي من عائلتي المحركات ام وجي ار على التوالي) وبدلاً من ذلك تدمج إزاحة المحرك بين رمز مكون من حرفين مثل ام20ايه، حيث يشير "20" إلى محرك سعة 2.0 لتر.

## التقنية الرئيسية المشتركة
تستخدم تقنيات الاحتراق عالي السرعة في محرك ديناميك فورس لتسريع عملية الاحتراق وجعلها أكثر كفاءة. وهذا يؤدي إلى زيادة الطاقة وانخفاض الانبعاثات.
فيما يلي بعض النقاط الرئيسية لتقنيات الاحتراق عالي السرعة:
- شوط طويل: يوفر مساحة احتراق أكبر، مما يسمح بمزيد من الهواء والوقود في كل دورة.
- زاوية أوسع بين صمامي السحب والعادم: تتيح تدفقًا أكثر كفاءة للهواء والغازات العادمة.
- منفذ سحب عالي الكفاءة مع مقعد صمام مكسو بالليزر: يضمن تدفقًا أكثر انسيابية للهواء.
- نسبة ضغط عالية: تستخرج المزيد من الطاقة من كل قطرة وقود.
- ملف إشعال عالي الطاقة: يضمن احتراقًا أكثر اكتمالا ونظيفًا.
- نظام D-4S محدث: يستخدم حاقنات متعددة الثقوب لحقن الوقود مباشرة في الأسطوانة في أوقات محددة بدقة.
- حقن مباشر متعدد الثقوب: يستخدم حاقنات متعددة الثقوب لحقن الوقود في شكل رذاذ ناعم ومتوزع بشكل متجانس.
- نظام تبريد متغير: يكيّف درجة حرارة المحرك باستمرار لتعظيم الكفاءة وتقليل البلى والتآكل.
- فاصل غلاف الماء (Water jacket spacer): قطعة تستخدم في محركات الاحتراق الداخلي لفصل غلاف الماء عن كتلة الأسطوانة، وتحسين توزيع السائل المُبرِّد وبالتالي كفاءة المحرك.
- مكبس بتنورة حفرة ليزر (Piston with laser pit skirt): تقنية تستخدم حفرًا دقيقة لتقليل اهتزاز المكبس واحتكاكه، مما يعزز الأداء ويخفض الضوضاء.
- ممر محفور بين حفر الأسطوانات (Drilled passage between cylinder bores): قنوات داخل كتلة الأسطوانة لزيادة كفاءة التبريد وتوزيع الحرارة بشكل متجانس.
- نظام التحكم المتغير في توقيت الصمامات المحسن (VVT-iE): نسخة مطورة من نظام VVT-i لتحسين عزم الدوران واستهلاك الوقود عبر تعديل فترات فتح وإغلاق صمامات العادم والهواء بشكل ديناميكي.
- عمود كامات بملف صغير محدب (Small-concave-profile camshaft): تصميم عمود الكامات يساعد على فتح وإغلاق الصمامات بسرعة أكبر وتحسين دفق الهواء.
- رافعة صمام هيدروليكية مدمجة (Compact HLA): تصميم مضغوط ومحسّن لرافعات الصمام الهيدروليكية لتقليل الوزن وتحسين الأداء.
- ذراع توصيل عالية القوة (High strength connecting rod): تصنع من مواد متينة لتحمل الضغط العالي داخل المحرك.
- نظام تحكم سريع الاستجابة لتدفق الهواء (High response intake air control): نظام إلكتروني يُسرع استجابة تدفق الهواء للمحرك عند تغير دورات المحرك وتحسين الأداء.
- نظام تحكم بالحقن متعدد النبضات (Fuel injection control (multi-injection)): يحقن الوقود على مراحل متعددة لتحسين الاحتراق وتقليل الانبعاثات.
- رؤوس أسطوانات مدمجة بمبرد إعادة تدوير العادم (Cylinder heads with built-in EGR cooler function): تحتوي على مبرد مدمج لتبريد غازات العادم المعاد تدويرها لتحسين الاحتراق.
- محفز محدث (Updated catalyst): تستخدم محفزات أكثر فعالية لتنظيف الانبعاثات بشكل أفضل.
- تغيير تخطيط مشعب العادم (Change of exhaust manifold layout): تعديل تصميم مشعب العادم لتحسين تدفق غازات العادم وكفاءة المحرك.
- نظام تحكم بزيت نفث المكبس (Piston oil jet control): نظام يُوجه زيت التزييت نحو نقاط محددة على المكبس لتحسين التبريد وتقليل الاحتكاك.

تؤدي هذه التقنيات المتكاملة معًا إلى جعل محرك Dynamic Force مثالا على الكفاءة والأداء.